# Axel Thoma
Axel Thoma (* 5. September 1964) ist ein ehemaliger deutscher Fußballspieler und aktueller Trainer und Sportmanager.

## Karriere
Thoma wuchs im schwäbischen Onstmettingen auf und spielte zu Beginn seiner Laufbahn bei den Amateuren des VfB Stuttgart. In der Saison 1984/85 bestritt er für die Lizenzspielermannschaft zwei Bundesligaspiele, bei denen ihm ein Tor gelang. Später wechselte er in die Schweiz zum FC Schaffhausen und zum FC Winterthur.
Nach seiner aktiven Karriere war Thoma Nachwuchstrainer und Sportchef beim FC Winterthur, beim FC Zürich, Grasshopper Club Zürich, Górnik Zabrze sowie den FC Wil. Zudem war er Assistenztrainer der Schweizer U17, U18, U19 und U20-Nationalmannschaft. Im September 2010 ersetzte er Ryszard Komornicki, der um eine Vertragsauflösung gebeten hatte, als Cheftrainer beim FC Wil und führt außerdem seine Doppelfunktion als Sportchef fort. Im Oktober 2014 wechselte Thoma als Sportlicher Leiter zu Grasshopper Club Zürich. Am 8. Mai 2015 wurde Thoma als Sportchef vom Grasshopper Club Zürich per sofort freigestellt.
Am 8. März 2016 wurde er Cheftrainer und Sportchef im Doppelmandant beim FC Schaffhausen in der Challenge League. Im Dezember des gleichen Jahres wurde er als Trainer entlassen. Ab Mai 2018 war Thoma beim FC Schaffhausen wieder als Sportchef und Geschäftsführer angestellt, musste seine Arbeitsstelle im Februar 2019 auf Geheiß des Verwaltungsrats wieder räumen.